# Þorgerður Katrín Gunnarsdóttir
Þorgerður Katrín Gunnarsdóttir (Reykjavík, 4 ottobre 1965) è una politica islandese, ministra degli affari esteri dal 21 dicembre 2024, nel governo Frostadóttir. Deputata all'Althing per la prima volta nel 1999, è stata ministra dell'istruzione, della scienza e della cultura dal 2004 al 2009 e vicepresidente del Partito dell'Indipendenza dal 2005 al 2010. Nel 2016, ha lasciato il partito ed è entrata a far parte del partito Rinascita, diventandone leader l'anno successivo. Nel 2017, è stata ministra della pesca e dell'agricoltura.

## Biografia
Dopo aver completato i suoi studi in giurisprudenza presso l'Università d'Islanda nel 1993, Gunnarsdóttir ha iniziato a lavorare in uno studio legale nello stesso anno. La sua carriera politica ha inizio durante gli anni universitari, quando ha preso parte attiva alle organizzazioni giovanili del Partito dell'Indipendenza.
Dal 1997 al 1999, ha lavorato presso la radiotelevisione islandese come direttrice del dipartimento di affari sociali e notizie.
In seguito, è stata eletta deputata all'Althing per il distretto elettorale di Reykjanes nel 1999 e successivamente per il distretto elettorale del Sud-ovest a partire dal 2003. Tra le commissioni parlamentari a cui ha partecipato (istruzione, affari costituzionali, trasporti, comunicazioni, industria), Gunnarsdóttir è stata segretaria del comitato generale per la durata del suo mandato e membro del comitato parlamentare dei paesi dell'Associazione europea di libero scambio, di cui ha ricoperto la presidenza per l'anno 2003.
Tra il 1998 e il 2000, ha fatto parte di un comitato ministeriale sulla rappresentazione delle donne nei media. Nel 2000, il primo ministro Davíð Oddsson l'ha nominata a capo di un comitato di studio sulle condizioni di parità di genere nelle politiche pubbliche.
Il 31 dicembre 2003, Gunnarsdóttir è stata scelta per il ruolo di ministro dell'istruzione, della scienza e della cultura, rimanendo in carica durante i governi Ásgrímsson, Haarde I e Haarde II, fino al febbraio 2009.
Ha ricoperto la carica di vicepresidente del Partito dell'Indipendenza dal 2005 al 2010. Si è dimessa dalla carica il 17 aprile 2010, dopo essere stata criticata per la gestione dei debiti suoi e del marito Kristján Arason verso la Kaupthing Bank, collassata nell'ottobre 2008. In seguito, ha preso un periodo di aspettativa dal parlamento e ha scelto di non ricandidarsi al parlamento nelle elezioni del 2013.
Nel 2016, si è unita al neonato partito Rinascita ed è stata rieletta come deputata nello stesso anno. Dal gennaio al novembre 2017, è stata ministra dell'agricoltura e della pesca nel governo di Benediktsson. Il 12 ottobre 2017, è stata eletta alla guida del partito, a seguito delle dimissioni del suo fondatore Benedikt Jóhannesson.

## Vita privata
Il padre di Þorgerður era Gunnar Eyjólfsson, celebre figura del cinema islandese. È sposata con Kristján Arason, ex CEO della divisione di Retail Banking presso la Kaupthing Bank e, in precedenza, uno dei giocatori di pallamano più di successo in Islanda. Þorgerður e Kristján hanno tre figli, Gunnar Ari (1995), Gísli Þorgeir (1999) e Katrín Erla (2003).
Anche Þorgerður ha giocato a pallamano negli anni '80, inizialmente nel Íþróttafélag Reykjavíkur e successivamente nel Fimleikafélag Hafnarfjörðar, con il quale ha vinto la Coppa d'Islanda nel 1984. In seguito ha giocato per il Gummersbach in Germania. Dopo la sua carriera da giocatrice, è diventata arbitro di pallamano. Nel novembre 1993, è diventata la prima donna arbitro a dirigere una partita nella massima serie femminile islandese. Nel febbraio 1994, è diventata la prima donna a dirigere una partita nella massima serie maschile islandese.
Nel tempo libero, Þorgerður pratica l'equitazione, hobby di lunga data; possiede diversi cavalli islandesi. È inoltre una fervente sostenitrice del Liverpool F.C.